# Metropolia Toluca
Metropolia Toluca – metropolia Kościoła rzymskokatolickiego w Meksyku. Erygowana w dniu 28 września 2019 roku. W skład metropolii wchodzi 1 archidiecezja i 3 diecezje.
W skład metropolii wchodzą:
- Archidiecezja Toluca
  - Diecezja Atlacomulco
  - Diecezja Cuernavaca
  - Diecezja Tenancingo